# Protozoo

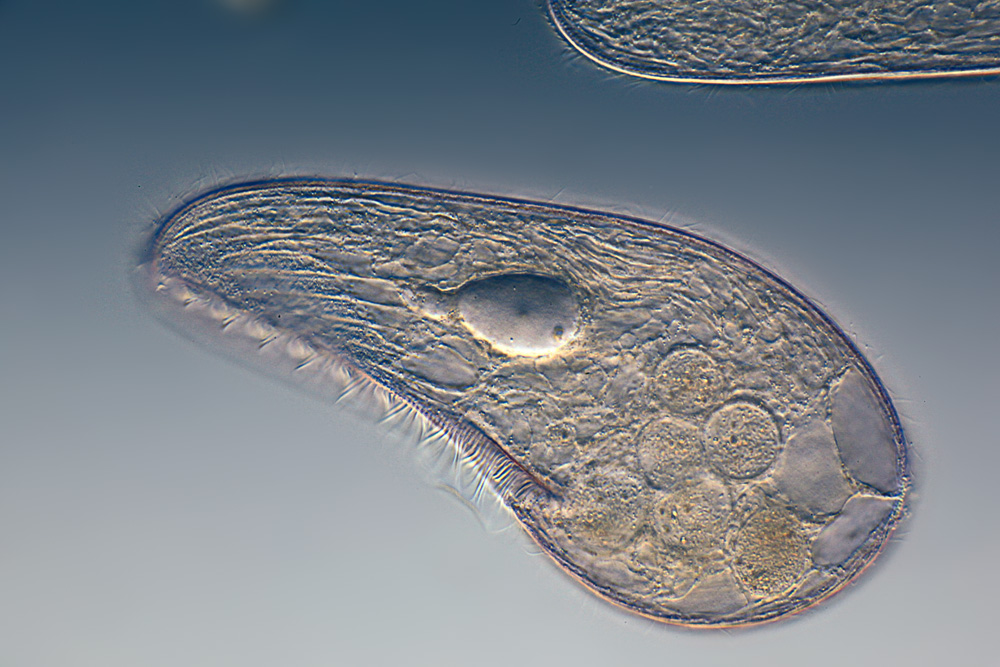
Blepharisma, un ciliado de vida libre.

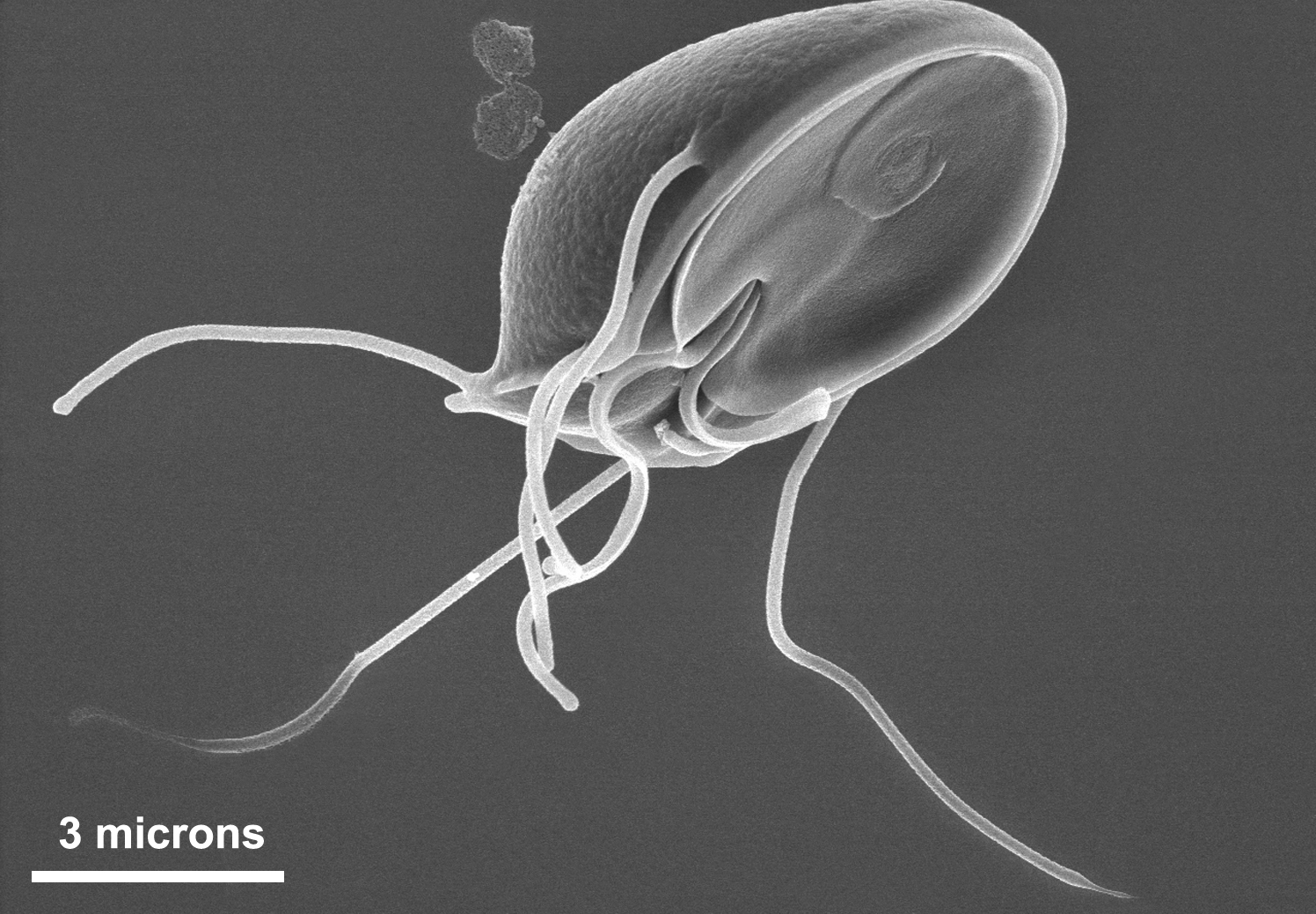
El flagelado Giardia es un parásito intestinal.

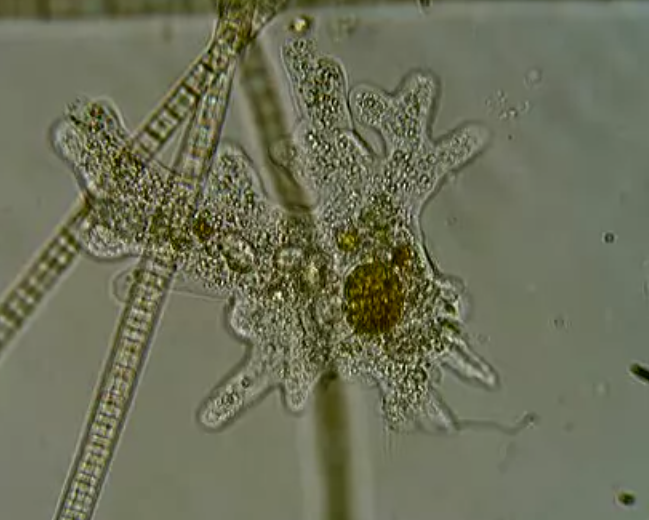
Amoeba, un rizópodo de forma ameboide.

Los protozoos o protozoarios  son organismos microscópicos, unicelulares protistas; heterótrofos, fagótrofos, depredadores o detritívoros, a veces mixótrofos (parcialmente autótrofos); que viven en ambientes húmedos o directamente en medios acuáticos, ya sean aguas saladas o aguas dulces, y como parásitos de otros seres vivos. 
La reproducción puede ser asexual por bipartición y también sexual por isogametos o por conjugación intercambiando material genético. En este grupo encajan taxones muy diversos con una relación de parentesco remota, que se encuadran en muchos filos distintos del reino Protista, definiendo un grupo parafilético, sin valor en la clasificación de acuerdo con criterios cladísticos. 
El protozoólogo Thomas Cavalier-Smith ha recuperado la versión latina de este nombre para denominar a un reino eucariota, el reino Protozoa, cuyos límites no coinciden con el concepto tradicional.

## Características
Los protozoos suelen ser de 10-50 μm, pero pueden crecer hasta algunos milímetros, y pueden fácilmente ser vistos a través de un microscopio. Se mueven con unas colas en forma de látigo llamadas flagelos. 
Se han encontrado cerca de 30 000 especies. Los protozoos existen en ambientes acuosos y en el suelo, ocupando una gama de niveles tróficos. 
Como depredadores, cazan algas, bacterias y microhongos unicelulares o filamentosos. Los protozoos desempeñan un papel como herbívoros y como consumidores en el acoplamiento del proceso de descomposición de la cadena alimentaria. Los protozoos también desempeñan un papel vital en el control de biomasa y población bacteriana. 
Pueden absorber el alimento a través de sus membranas celulares. Todos los protozoos digieren su alimento en compartimientos llamados vacuolas. 
Como componentes de la micro-y del meiofauna, los protozoos son una fuente importante del alimento para los microinvertebrados. Así, el papel ecológico de los protozoos en la transferencia de la producción bacteriana y algácea a los niveles tróficos sucesivos es importante. 
Los protozoos tales como los parásitos de malaria (Plasmodium spp.), trypanosomas y leishmania son también importantes como parásitos y simbiontes de animales multicelulares. 
Algunos protozoos tienen etapas de la vida que alternan entre las etapas proliferativas (e.g. trofozoítos) y los quistes inactivos. Como quistes, los protozoos pueden sobrevivir condiciones difíciles, tales como exposición a las temperaturas extremas y a los productos químicos dañinos, o largos periodos sin el acceso a los alimentos, al agua, o al oxígeno. El ser un quiste permite a especie parásita sobrevivir fuera del anfitrión, y permite su transmisión a partir de un anfitrión a otro. 
Cuando los protozoos están bajo la forma de trofozoítos (el Griego, trophé = alimentar), se alimentan y crecen activamente. El proceso por el cual los protozoos toman su forma del quiste se llama enquistamiento, mientras que el proceso de la transformación nuevamente dentro del trofozoíto se llama exquistamiento. 
Los protozoos pueden reproducirse por la fisión binaria o la fisión múltiple. Algunos protozoos se reproducen sexualmente, otros lo hacen asexualmente, mientras que un tercer grupo utiliza una combinación de ambos procesos (eg. Coccidios). Un protozoo individual es hermafrodita. Otro nombre para los protozoos es Acrita (R. Owen, 1861).

## Historia

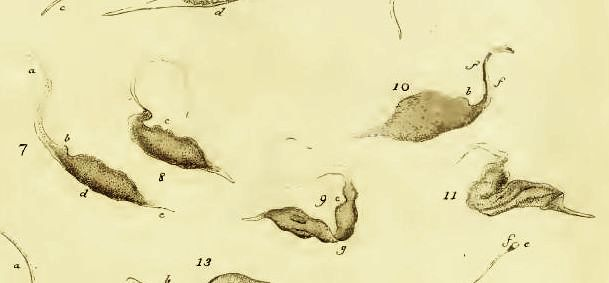
Dibujo de Pseudomonilicaryon anser publicado en Animalcula Infusoria (Muller, 1786).

El primero en observar protozoos fue Leeuwenhoek, que en 1674 los descubrió al utilizar microscopios de fabricación propia. Al mostrarlos ante la Royal Society se les denominó animálculos. Este descubrimiento lo efectuó en un lago de su ciudad natal Delft, donde observó especialmente ciliados como Vorticella y algas unicelulares como Euglena y Volvox.

### Nombre
El nombre Protozoo (protozoos) fue acuñado por Georg Goldfuss en 1818 para agrupar a los que consideraba animales primigenios. En 1820 propuso la clase Protozoa dentro del reino Animal, en la cual englobaba a los infusorios (Ciliophora), a los Lithozoa corales, Phytozoa (algas unicelulares pigmentadas y fotosintetizadoras) y Medusinae (medusas y otros relacionados). Así pues, el concepto fue diferente del de Honigberg (1964), donde solo los ciliados son comunes a ambas definiciones. 
El nombre se compone de las raíces griegas πρώτο (proto), primero, y ζώο[ν] (zoo[n]), animal, y revela que, en su origen, el concepto expresaba la tradición de clasificar toda forma de vida en los reinos animal o vegetal. Así pues se llamaba protozoos a las formas muy sencillas que se consideraba animales, lo mismo que protófitas a los microorganismos considerados vegetales.

### Unicelularidad
En 1845 Carl Theodor Ernst von Siebold utilizó el nombre para designar, a un filo de animales dividido en dos clases, Infusoria, equivalentes al actual filo Ciliophora (Ciliados), y Rhizopoda, más o menos equivalentes a los de Honigberg. Von Siebold los describió como «animales unicelulares». Hay que tener en cuenta que en esos años estaba recibiendo su consagración la teoría celular. No todos, en las décadas siguientes, estuvieron de acuerdo con la interpretación de Von Siebold, viendo muchos a estos organismos como un caso de organización acelular. Fue necesario el desarrollo de la microscopía electrónica, a mediados del siglo XX, para que se viera confirmada de manera definitiva la homología entre el organismo protozoario entero y cada una de las células en que se basa la organización microscópica de los organismos complejos. Fue Dujardin quien primero, en esos años, reconoció el carácter unicelular del protoplasma de los foraminíferos, encontrando Von Siebold así la autoridad para definir como unicelulares a los miembros del filo. 
En 1858, R. Owen eleva a Protozoa a la categoría de reino para separarlo de animales y vegetales.

### Protoctistas y protistas
Durante el resto del siglo XIX, la manera de abordar la diversidad de las formas sencillas siguió basándose en el deseo de encontrar raíces para los dos reinos clásicos, animales y vegetales. La dificultad para lograrlo hizo que por primera vez Hogg, en 1860, propusiera un nuevo reino, el Regnum Primigenum o Protoctista, para agrupar los primitivos seres intermedios a plantas y animales; uno de sus ejemplos era la esponja verde dulceacuícola Spongilla, cuya fotosíntesis, aunque real, es atribuible a algas verdes simbióticas. Poco después Haeckel propuso el reino Protista, «los primordiales», para todas las formas unicelulares y sencillas, destacando su carácter basal e indiferenciado, pero independiente en su evolución de plantas y animales. Los Protozoa no existen en esta visión de la diversidad, pero en una revisión posterior Haeckel recuperó los conceptos de protozoa (animal unicelular) y protophyta (planta unicelular), como subreinos del reino Protista.
Así pues, Haeckel propuso el reino Protista el cual dividió en Protozoos, Protófitos y protistas atípicos. Sin embargo muchos tratados posteriores a Haeckel han seguido clasificando los seres vivos en animales y vegetales, de tal manera que Protozoa ha sido considerado un filo dentro del reino animal constituido por organismos unicelulares.
Al cambio del siglo el concepto de Haeckel, que no pretendió nunca ser más que un concepto pragmático, fue siendo visto como excesivamente polifilético, con autores, como Otto Butschli, que rechazaban el tercer reino, a la vez que se recuperaba la noción de Protozoa como conjunto de organismos de tipo animal y nucleados.
H. F. Copeland abordó en 1938 la diversidad global proponiendo cuatro reinos —Monera, Protista, Plantae y Animalia— sacando a las bacterias y cianobacterias, como reino Monera, de Protista, donde Haeckel las había dejado. Por esos años Chatton había mostrado el carácter anucleado de esos organismos. En sucesivas revisiones se fue precisando la composición del reino Protista, a la vez que rescataba el nombre de Hogg (Protoctista), ahora con un significado muy diferente. De esa clasificación de Copeland deriva nominalmente la de R. H.Whittaker, quien separando a los hongos (reino Fungi) de Protoctista, estableció finalmente una clasificación en cinco reinos que ha durado mucho. Sin embargo, la definición de los reinos de Whittaker, que era sobre todo un ecólogo, se basó excesivamente en los tipos de metabolismo.

## Clasificación clásica
Para una clasificación moderna, véase Protista y Protozoa (reino)
La clasificación tradicional más conocida, divide a Protozoa en cuatro grupos, tal como reseñan Bütschli 1880, Delage & Hérouard 1896, Hartog 1906, Jahn & Jahn 1949 y Mackinnon & Hawes 1961, dominante en los textos de Zoología, trata a los protozoos como un solo filo dividido en cuatro clases basadas sobre todo en el modo de locomoción. Debido a que todas estas formas se desarrollan por evolución convergente, las clases son en realidad complejos grupos polifiléticos:
- Rizópodos o sarcodinos (Rhizopoda, Sarcodina). Son los protozoos ameboides (como las amebas), que se desplazan por medio de pseudópodos, es decir, formando apéndices temporales desde su superficie y como proyección del citoplasma. Los pseudópodos son deformaciones del citoplasma y de la membrana plasmática que se producen en la dirección el desplazamiento y que arrastran tras de sí al resto de la célula. Los pseudópodos también son utilizados para capturar el alimento, que engloban en el interior, en el proceso llamado fagocitosis. Según los pseudópodos sean muy gruesos o muy delgados, son de dos tipos: con lobopodios (gruesos) como Lobosea (Amoebozoa) y con filopodios diversos generalmente acompañados de un exoesqueleto con microtúbulos y son tales como: radiolarios, foraminíferos, nuclearias, heliozoos y otros. Pueden generar enfermedades conocidas como amebiosis.

- Ciliados (Ciliophora, Ciliata, Infusoria). Este es el grupo tradicional que más se identifica como grupo natural en las clasificaciones modernas con la categoría de filo; aunque las opalinatas que son cromistas también encuadran dentro de este concepto. Aparecen rodeados de cilios y presentan una estructura interna compleja pero análoga a los flagelos, los cuales también se relacionan con citoesqueleto y centriolos. El paramecio (género Paramecium) es un representante muy popular del grupo. Además, los cilios son filamentos cortos y muy numerosos que con su movimiento provocan el desplazamiento de la célula.

- Flagelados o mastigóforos (Mastigophora, Flagellata). Se distinguen por la posesión de uno o más flagelos. Los flagelos son filamentos más largos que los cilios cuyo movimiento impulsa a la célula. Suelen presentarse en un número reducido. Las formas unicelulares desnudas (sin pared celular), dotadas de solo uno o dos flagelos, representan la forma original de la que derivan todos los eucariontes. Por eso son tantos y tan variados los protistas diferentes que encajan en este concepto. Las plantas por ejemplo derivan ancestralmente de protozoos biflagelados que adquirieron los plastos por endosimbiosis con una Cyanobacteria. Varios protozoos portan plastos y son por lo tanto autótrofos o mixótrofos como los dinoflagelados y euglenas. Los Metamonada tienen dos o múltiples flagelos, son anaerobios y en su mayoría simbiontes o parásitos de animales. Entre los uniflagelados están los coanoflagelados, ancestrales de los animales y los quitridios, ancestrales de los hongos.

- Esporozoos (Sporozoa). Parásitos con una fase de esporulación (división múltiple) y sin mayor movilidad. Hay varios grupos distintos sin mayor relación y no son todos protistas, sino que también hay animales y hongos. El ejemplo más conocido es el plasmodio (género Plasmodium), causante de la malaria y que pertenece al grupo de los apicomplejos, grupo más conocido que suele reservar para sí el nombre de Sporozoa. Los Haplosporidios se les considera parte de Cercozoa. A estos dos grupos se les ha reunido durante mucho tiempo bajo el nombre de Cnidosporidios. Los Ichthyosporea son un grupo más reciente y están dentro de Choanozoa. Los microsporidios están ahora adscritos al reino Fungi y los mixosporidios o mixozoos al reino Animal.

Por otro lado, Honigberg & col. (1964), divide a Protozoa en cuatro subfilos: Sarcomastigophora, Sporozoa, Cilophora y Cnidospora; este último que agrupaba a mixozoos y microsporidios.